# ليو وليامز
ليو وليامز (بالإنجليزية: Leo Williams)‏ هو منافس ألعاب قوى أمريكي، ولد في 28 أبريل 1960.

## وصلات خارجية
- ليو وليامز على موقع الاتحاد الدولي لألعاب القوى (الإنجليزية)